# La Côte - Saint-Didier
La Côte - Saint-Didier község Franciaország Auvergne-Rhône-Alpes régiójában, Loire megyében. Új községként 2025. január 1-jén jött létre Saint-Didier-sur-Rochefort és La Côte-en-Couzan község egyesítésével. Lakosainak száma 519 fő (2022. január 1.).

## Népesség
| 2021 | 521 |
| 2022 | 519 |